# Tana horská
Tana horská (Tupaia montana) je drobný savec z rodu tana (Tupaia) a čeledi tanovití (Tupaiidae).

## Výskyt
Tana horská se vyskytuje na ostrově Borneo v oblastech Sarawak, Sabah a pravděpodobně i v indonéské části Bornea v nadmořské výšce 300 až 3 170 m n. m. K životu dává přednost podhorským i horským lesům, může žít i v narušených stanovištích.

## Popis a chování
Tana horská měří 15 až 33 cm, ocas dosahuje délky 13 až 19 cm. Srst na těle je prošedivěle rezavá, s nevýraznou černou čárou podél hřbetu. Ocas je zespodu olivově žlutý, s černou špičkou.
Tany vykazují denní aktivitu. Mezi padlými kládami a větvemi vybírají svou potravu – členovce. Žerou rovněž lesní plody, sladkou potravou patrně doplňují nedostatek některých živin v jejich obvyklé stravě. Mimo to se živí rovněž nektarem z víček některých druhů láčkovek (Nepenthes lowii, Nepenthes macrophylla a Nepenthes rajah), s nimiž uzavírají mutualistický svazek; při krmení do rostlin kálí a tím jim poskytují živiny.
Výsledky studie chování skupiny 12 tan horských, ulovených ve volné přírodě a následně chovaných v zajetí, ukázaly, že tana horská je společenštějším druhem než ostatní druhy tan. Ve skupině měli dominantní postavení dva samci. Estrální cyklus trvá 9 až 12 dní, po 49 až 51 dní se samici narodí jedno až dvě mláďata.

## Ohrožení
Tana horská je Mezinárodním svazem ochrany přírody hodnocena jako málo dotčený druh a je zařazena na přílohu II Úmluvy o mezinárodním obchodu s ohroženými druhy volně žijících živočichů a rostlin. Obecně nebezpečí pro bornejské druhy představuje ničení přirozeného prostředí, ale tento druh je zde běžný a vyskytuje se v několika chráněných oblastech.